# Fazenda Pinheiros
Fazenda Pinheiros (Valinhos). Era o Marquês de Três Rios, Joaquim Egídio de Sousa Aranha, proprietário da metade da fazenda, quando esta tinha área total de 180 alqueires de terras, ou 455 hectares, confrontando com dependências da estação de estrada de ferro de Valinhos, e com terras de João Nogueira Ferraz, do tenente-coronel Antônio Carlos Pacheco e Silva e outros. Em 1885 era seu proprietário o genro do Marquês de Três Rios, João Francisco de Andrade Franco, com 140 mil pés de terras salmourão, máquina de benefício a água, e terreiros atijolados. Em 1900 pertencia a Alfredo Franco de Andrade com a produção de 5 mil arrobas de café, sendo do mesmo proprietário em 1908. Urbanizada.